# Kaap Trafalgar
Kaap Trafalgar (Spaans: Cabo Trafalgar, Arabisch: رأس الطرف الأغرّ Al-taraf al-agharr) is een kaap in de Spaanse provincie Cádiz, aan de Costa de la Luz.
De kaap, bij het dorpje Los Caños de Meca in de gemeente Barbate, ca. 40 km ten zuiden van de stad Cádiz, markeert het noordwestelijke einde van de Straat van Gibraltar.
Op 21 oktober 1805 vond de Zeeslag bij Trafalgar plaats bij Kaap Trafalgar. In deze beroemde zeeslag vernietigde de Britse vloot een Frans-Spaans eskader. Hierbij werd de Britse admiraal Horatio Nelson dodelijk getroffen door een kogel.